# Gaskernreaktor
Ein Gaskernreaktor (englisch Nuclear Gas Core Reactor – NGCR) ist ein Kernreaktor, bei dem der Kernbrennstoff in gasförmiger Form vorliegt. Ein solcher Reaktor ist bisher nicht über das Versuchsstadium hinausgekommen. Mögliche Anwendungen sind leistungsstarke Raketenmotoren für interplanetare Flüge sowie Kernkraftwerke mit deutlich besserem Wirkungsgrad bei der Stromerzeugung.

## Raketenmotor
Bei dem Gaskernreaktor für Raumfahrzeuge wird der zu Gas verdampfte und verdichtete Uran-Brennstoff durch die Kernspaltung aufgeheizt. Das Plasma des Gaskerns wird durch magnetischen Einschluss ähnlich wie beim Fusionsreaktor am Auseinanderfließen gehindert, während die Reaktionskammer geschützt wird. Dieser Gaskern wird nun von flüssigem Wasserstoff umströmt, dessen durch die Erhitzung aufgenommene Energie beim Ausströmen aus einer Düse zum Vortrieb genutzt wird. Mit einer solchen Anordnung, die aus Gründen der freigesetzten Radioaktivität nur im Weltraum betrieben werden kann, könnte ein sehr hoher spezifischer Impuls erzielt werden.
Im Oktober 2009 hat die russische Weltraumagentur Roskosmos angekündigt, eine bereits 1954 begonnene Entwicklung eines solchen Antriebs wieder aufzunehmen. Das Triebwerk nutzt hochangereichertes Uran in einer Plasma-Gasphase bei einem Druck von etwa 1.000 atm (100 MPa) und Temperaturen bis 70.000 Kelvin. Als Treibstoff soll Wasserstoff eingesetzt werden, ergänzt um Alkalimetalle wie Lithium, um den Energietransfer aus der Strahlung zu fördern. Dabei sind Kosten von 17 Mrd. Rubel (580 Mio. Dollar) budgetiert. Das Triebwerk soll die Voraussetzungen für eine bemannte Marsmission herstellen.

## Stromerzeugung
Ein Behälter, auf dessen Außenseite eine Spule umwickelt ist, wird hier mit gasförmigem Uranhexafluorid gefüllt, dessen Uran angereichert ist. Die Anordnung wird bis knapp zur kritischen Masse gefüllt. Durch eine (zum Beispiel durch eine Knallkapsel) erzeugte Druckwelle wird an einer Stelle das Uranhexafluorid so stark komprimiert, dass eine Kettenreaktion zustande kommt. Hierdurch entsteht an dieser Stelle eine große Hitze, die zur Ausdehnung des Uranhexafluorids führt. Da dieses nicht entweichen kann, kommt es an anderen Stellen zu Verdichtungen, an denen erneut eine Kettenreaktion zustande kommt. Das Ergebnis ist eine durch den Behälter wandernde Plasmawelle. Diese ist von magnetischen Feldern umgeben, die in der auf den Behälter aufgewickelten Spule eine Spannung induzieren. Der Wirkungsgrad dieser Anordnung beträgt ca. 20 Prozent.
Zur Kühlung der Reaktionskammer mit dem Uranhexafluorid und der Spule sind diese von einem Kühlmittel umströmt. Mit dem erhitzten Kühlmittel kann noch eine konventionelle thermische Stromerzeugung mit einem Wirkungsgrad von 35 %, ähnlich wie in heutigen Kernkraftwerken, durchgeführt werden, so dass mit dieser Anordnung ein Wirkungsgrad von 48 % möglich wäre.
Da Uranhexafluorid chemisch sehr reaktiv ist, muss mit einer starken Korrosion der Bauteile gerechnet werden. Bis heute ist noch kein Reaktor nach diesem Schema gebaut worden.